# Касовий провал
Касовий провал — комерційний неуспіх творчого проєкту, що полягає в прямому збитку чи невдачі в досягненні очікуваного прибутку. Переважно термін застосовується щодо кінофільмів, але також стосується серіалів, шоу-бізнесу, видавничої справи, відеоігор.
Касовий провал прямо не пов'язаний з художньо-мистецькою цінністю кінцевого твору. Так, касово провальні фільми можуть отримувати визнання критиків, цінуватися за випробування нових художніх прийомів, технологій, або здобувати визнання з часом.

## Критерії касової провальності
Щоб вважатися успішним, кінофільму недостатньо лише зібрати в прокаті достатньо коштів, аби покрити витрати на його створення: написання сценарію, гонорари акторам, створення декорацій, спецефекти і т. д. Значна частка коштів витрачається також на рекламу та віддається кінопрокатним організаціям: мережам кінотеатрів, рідше окремими кінотеатрам. Розмір цієї частки регламентується контрактами та не оприлюднюється. Зазвичай кінокомпанії отримують близько 60 % від доходів удома та 20-40 % від іноземних показів. З кожним наступним тижнем прокату кінопрокатники забирають більшу частку. Здебільшого фільм повинен зібрати вдвічі більше коштів, ніж витрачено на його створення, щоб вважатися касово успішним. 
За кількістю умовних екранів, на яких передбачається показ, і відповідно очікуваними зборами, фільми поділяються на категорії. Поширений поділ на категорії «A», «A-», «B» і «B-». Залежно від країни-виробниці, зміст цих категорій різниться. Так, у США фільм «A» передбачає показ на 800 і більше екранах з бюджетом принаймні $8 млн. При обрахунку фінансового успіху фільму враховується інфляція валюти. Наприклад, «Звуки музики» (1965) фінансово був успішніший за «Титанік» (1997), хоча зібрав меншу суму. Касовий провал навіть єдиного фільму, на який покладалися надії про успіх, може призвести до банкрутства кіностудії, що його створила, як це сталося з United Artists з її «Брама небесна» (1985), Carolco Pictures з «Острів головорізів» (1995) чи Square USA, Inc. з «Остання фантазія: Духи всередині» (2001). Більшість знаменитих режисерів, таких як Джордж Лукас, Стівен Спілберг, Енг Лі чи Браян Де Пальма зняли принаймні один провальний фільм.
Після прокату в кінотеатрах фільм часто реалізується постпрокатно: на знімних носіях (VHS, DVD, Blu-ray Disc) чи при платному показі онлайн. Існують також фільми, котрі випускаються одразу за постпрокатним зразком, не демонструючись у кінотеатрах. Деякі фільми виявилися провальними в кінотеатрах, але завдяки постпрокатному показу зрештою (іноді через роки) покрили всі витрати. На сайтах-агрегаторах, таких як IMDb та Box Office Mojo, постпрокатна частина виручки відображається окремо.

## Причини касової провальності
Більшість касових провалів — це фільми, що виходять у прокат влітку та зазнають конкуренції з боку інших фільмів. Головні причини провалів: недостатнє просування фільму до показу, через що потенційні глядачі лишаються не проінформованими й незацікавленими; показ у той же час інших фільмів, які забирають на себе доходи; ризиковано великі витрати на створення, які не вдається окупити; негативні відгуки кінокритиків або глядачів, які спонукають інших глядачів відмовитися від перегляду.

## Найбільші касові провали

### У світі
Тут наведено фільми зі зборами тільки від показу в кінотеатрах з урахуванням інфляції:
1. «Місто і село» (2001): бюджет $149 млн, збори $15 млн
2. «Пригоди Плуто Неша» (2002): бюджет $139 млн, збори $10 млн
3. «Мами застрягли на Марсі» (2011): бюджет $167 млн, збори $44 млн
4. «Острів головорізів» (1995): бюджет $151 млн, збори $30 млн
5. «Мавп'яча кістка» (2001): бюджет $106 млн, збори $8 млн
6. «Тринадцятий воїн» (1999): бюджет $188 млн, збори $93 млн
7. «Гуркіт грому» (2005): бюджет $103 млн, збори $8 млн
8. «Солдат» (1998): бюджет $115 млн, збори $22 млн
9. «Листоноша» (1997): бюджет $125 млн, збори $33 млн
10. «Форт Аламо» (2004): бюджет $122 млн, збори $32 млн

### Українські фільми
1. «Готель „Едельвейс“» (2019): бюджет не оприлюднений, збори ₴0,444 млн[7] (провальний, виходячи з падіння зборів після першого тижня показу)[8]
2. «Чорний ворон» (2019): бюджет ₴27 млн[9], збори ₴4,1 млн[10]
3. «Халепа на 5 баксів» (2019): бюджет ₴8,4 млн[11], збори ₴0,387 млн[12]
4. «Поліна і таємниця кіностудії» (2018): бюджет ₴54 млн[13], збори ₴1,3 млн[14]
5. «Екс» (2020): бюджет ₴25,7 млн[15], збори ₴0,482 млн[16]
6. «Віддана» (2020): бюджет ₴60 млн[17], збори ₴6,4 млн[18]